# De grappen van Lambik 4 (oude reeks)
De grappen van Lambik 4 was het vierde album dat verscheen in de reeks De grappen van Lambik.
De grappen voor dit album werden verzonnen in de periode 1955-1956, en verschenen voor het eerst in het weekblad De bond.
Het album werd in 1958 ongekleurd uitgegeven met een rode achtergrond en een blauwe ondersteuningskleur.  Het was tevens het laatste album met die cover-kleurcombinatie.